# Franz Wegner
Franz Wegner (15 de junho de 1940) é um físico alemão, professor emérito da Universidade de Heidelberg.